# Mica Pinto
Mica Pinto, właśc. Michael Gonçalves Pinto (wym. [ˈmikɐ], ur. 4 czerwca 1993 w Diekirch w Luksemburgu) – portugalski piłkarz występujący na pozycji lewego obrońcy lub skrzydłowego. Juniorski i młodzieżowy reprezentant Portugalii; posiada także obywatelstwo luksemburskie.

## Kariera klubowa
Urodzony w Luksemburgu Mica Pinto treningi piłkarskie rozpoczynał w miejscowym Young Boys Diekirch, skąd w 2005 roku trafił do akademii FC Metz. Po dwuletnim pobycie w stolicy Lotaryngii, w sezonie 2007/2008 został zawodnikiem akademii Sportingu. W zespole ze stolicy Portugalii przeszedł kolejne szczeble wiekowe, kilkakrotnie zdobywając tytuł juniorskiego mistrza kraju.
Przed sezonem 2012/2013 Mica został włączony do grającej w Segunda Liga drużyny rezerw Sportingu. W przeciągu całego sezonu wystąpił w 35 spośród 42 kolejek portugalskiej drugiej ligi, zdobywając jedną bramkę.
W 2015 roku był wypożyczony do hiszpańskiego Recreativo Huelva, grającego w Segunda División B. W 2016 roku odszedł do CF Os Belenenses z Primeira Liga. W lidze tej zadebiutował 19 sierpnia 2016 w zremisowanym 0:0 meczu z Boavistą. W Belenenses spędził sezon 2016/2017, a następnie został wypożyczony do União Madeira z Segunda Liga.
W styczniu 2018 Mica został zawodnikiem holenderskiej Fortuny Sittard, występującej w Eerste divisie.

## Kariera reprezentacyjna
Portugalczyk początkowo był członkiem akademii (Centre de Formation National) Luksemburskiego Związku Piłkarskiego w Mondercange. Wśród jego ówczesnych kolegów byli m.in. późniejsi seniorscy reprezentanci Luksemburga: Maurice Deville, Tom Laterza i Joël Pedro.
Po przenosinach do Lizbony Mica w listopadzie 2010 roku zadebiutował w reprezentacji Portugalii do lat 18.
Blisko dwa lata później pojawił się na boisku w końcówce meczu zespołów U-20 Portugalia – Australia. Na przełomie maja i czerwca 2013 roku uczestniczył w Turnieju w Tulonie, zaś po kilku dniach otrzymał powołanie na Mistrzostwa Świata U-20 w Turcji.
Jako że Mica (oprócz portugalskiego) ma także obywatelstwo luksemburskie, ma zatem możliwość wyboru reprezentacji, w której w przyszłości chciałby występować. Sam zawodnik w 2012 roku przyznał, że „często myśli o tym, czy powinien grać dla reprezentacji Luksemburga”. Dodał także, że „chciałby mimo wszystko grać dla Portugalii, jednak gdyby to się nie udało, na pewno zagra dla Luksemburga”.